# Пальма (фильм)
«Па́льма» — российский драматический фильм 2020 года режиссёра Александра Домогарова (младшего) с Виктором Добронравовым, Владимиром Ильиным и Леонидом Басовым в главных ролях. Создан по мотивам реальных событий, происходивших в 1974—1976 годах в СССР, в московском аэропорту «Внуково». Вышел в российский кинопрокат 18 марта 2021 года. В 2025 году состоялась премьера сиквела — фильма «Пальма 2».

## Сюжет
Действие фильма происходит в 1977 году. Игорь Польский, улетая из московского аэропорта на новое место работы за границу, теряет ветеринарную справку своей собаки по кличке Альма. Без документа Альму отказываются взять на борт, и хозяин улетает один. Собака прячется в аэропорту и каждый день встречает самолёты в надежде, что хозяин вернётся за ней. На одном из таких самолётов прилетает 9-летний Коля, недавно потерявший маму и приехавший жить в Москву к отцу-пилоту Вячеславу, которого почти не знает. На стоянке самолётов мальчик спасает собаку от службы безопасности аэропорта. Не зная точно, как обращался к собаке хозяин (Альма или Пальма), мальчик решает называть её Пальмой. Теперь он помогает четвероногому другу встречать пассажиров с прилетающих рейсов.

## В ролях
| Актёр                         | Роль                                                                       |
| ----------------------------- | -------------------------------------------------------------------------- |
| Виктор Добронравов            | Вячеслав Юрьевич Лазарев, пилот, командир воздушного судна                 |
| Владимир Ильин                | Сергей Павлович Тихонов, техник аэропорта, отец Нины                       |
| Леонид Басов                  | Коля Лазарев (в возрасте девяти лет), сын Вячеслава Лазарева               |
| Валерия Федорович             | Нина, бортпроводница, дочь Сергея Тихонова                                 |
| Евгения Дмитриева             | Любовь Аркадьевна Журина, начальник лётного отряда                         |
| Игорь Хрипунов                | Евгений Голиков, начальник службы безопасности аэропорта                   |
| Павел Майков                  | Георгий Красилов, второй пилот                                             |
| Владимир Симонов              | Иван Романович Лыско, ответственный партийный работник                     |
| Ян Цапник                     | Игорь Петрович Польский, хозяин овчарки Пальмы                             |
| немецкая овчарка Лилия        | Пальма                                                                     |
| Филипп Савинков               | Кравченко, бортпроводник                                                   |
| Дарья Лузина                  | Анна, бортпроводница                                                       |
| Елена Анисимова               | Раиса Семёновна, авиационный кассир                                        |
| Баин Бовальдинов              | Федя, милиционер                                                           |
| Анна Волкова                  | Аня                                                                        |
| Михаил Богдасаров             | Михаил Акопович, ветеринар                                                 |
| Микаэл Джанибекян             | скандальный авиапассажир, армянин                                          |
| Алина Загитова                | камео (японская версия фильма)                                             |
| Александр Домогаров (старший) | Николай Вячеславович Лазарев (повзрослевший Коля) (японская версия фильма) |

## Производство
Сценарий «Пальмы» был написан на основе реальных событий, происходивших в 1974—1976 годах в московском аэропорту «Внуково». Оставленная в аэропорту собака несколько лет ждала возвращения хозяина, встречая каждый приземляющийся «Ил-18». 19 сентября 1976 года в «Комсомольской правде» вышла статья об этом под названием «Два года ждёт», написанная Юрием Ростом. В 1988 году на основе статьи был снят художественный фильм «На привязи у взлётной полосы» (киностудия «Киевнаучфильм», режиссёр Владимир Хмельницкий).
Съёмки фильма «Пальма» проходили на военном аэродроме Чкаловский в Московской области и в белорусском городе Бресте. Аэропорт в Бресте, сохранивший советские интерьеры и не слишком загруженный, лучше всего подходил для того, чтобы воспроизвести атмосферу 1970-х годов. В качестве статистов для массовых сцен использовали около 500 жителей Бреста. В японской префектуре Акита на острове Хонсю снимались дополнительные сцены, которые вошли в специальную версию картины, предназначенную для показа на территории Японии под названием «История Акиты и Пальмы». В японской версии картины снялся Александр Домогаров-старший, сыгравший повзрослевшего Колю. Дистрибуцией ленты будет заниматься Tokyo Theatres Co Inc.
Отбор на роль мальчика Коли прошли более 300 детей, прежде чем режиссёр утвердил Леонида Басова. Для него это стало дебютом в кино, как и для 7-летней овчарки Лили, сыгравшей Пальму. Дублёром Лили взяли годовалую овчарку Жаклин, которая участвовала в сложных трюках: например, в сцене побега из клетки овчарка открывает замок и выпускает всех заключённых собак.
В российский прокат фильм должен был выйти 4 июня 2020 года, но из-за пандемии COVID-19 это событие перенесли на 18 марта 2021 года.
В октябре 2021 года создатели фильма объявили о начале работы над сиквелом, «Пальма 2». Он вышел на экраны 20 марта 2025 года.

## Награды
- 2021 — гран-при XXIX Всероссийского кинофестиваля «Виват кино России!» в Санкт-Петербурге (11-15 мая 2021 года)[16].
- 2021 — гран-при «Золотой Витязь» в категории «Игровые полнометражные фильмы» на XXX Международном кинофоруме «Золотой Витязь» в Севастополе (22-31 мая 2021 года)[17].